# علم إدارة التمريض
علم إدارة التمريض يختص بالقيام بالوظائف القيادية للحوكمة واتخاذ القرارات داخل المؤسسات التي توظف الممرضات. وتشتمل إدارة التمريض على أداء بعض العمليات الإدارية المعروفة كالتخطيط والتنظيم والتوظيف والتوجيه والإشراف. ومن الشائع بين الممرضين المعتمدين رسميًا سعيهم للحصول على تعليم تكميلي، وذلك لنيل درجة الماجستير في التمريض أو دكتوراه في ممارسة التمريض وذلك استعدادًا لتولي مناصب قيادية في التمريض. ولأن المناصب الإدارية تتطلب حصول المرشح على درجةٍ علمية متقدمة في التمريض.

## المناصب

### مدير تمريض
مدير التمريض هو ممرض معتمد رسميًا يشرف على رعاية جميع المرضى في منشأة للرعاية الصحية. ويعد منصب مدير التمريض أكبر منصب في إدارة التمريض في المنشأة، وغالبًا ما يحصل على ألقاب تنفيذية، مثل: كبير طاقم الممرضين (CNO) أو كبير الممرضين التنفيذين أو نائب رئيس التمريض. ويقدم مدير التمريض تقارير إلى كبير الإداريين التنفيذيين أو الرئيس التنفيذي للعمليات.
والمنظمة الأمريكية للممرضين التنفيذيين هي الاتحاد المهني المعني بمديري التمريض.

#### مديرو الخدمة
يكون لدى العديد من منشآت الرعاية الصحية الكبرى من يتقلد منصب مدير الخدمة. ويشرف مديرو الخدمة هؤلاء على خدمة محددة يتم تقديمها داخل المنشأة أو النظام (الخدمات الجراحية، قسم النساء، خدمات الطوارئ، قسم الحالات الحرجة، إلخ).

### مدير التمريض
مدير التمريض هو الممرض «الممرضة» الذي يحمل على عاتقه المسئوليات الإدارية في وحدة تمريض. ويقدم مدير التمريض تقاريره إلى مدير الخدمة. ومن تلك المسئوليات الإدارية الأساسية التي يقوم بها مدير التمريض توظيف الممرضين ووضع موازنة والعمليات اليومية الخاصة بالوحدة.

### الممرض المسؤول
الممرض المسؤول هو الممرض، الذي عادةً ما يكون مُكلَّفًا بفريق مناوبة، والمسئول عن التشغيل المباشر للوحدة. والممرض المسؤول مُكلَّف بالتأكد من أن الرعاية التي يقدمها طاقم التمريض رعايةً آمنة، وأن جميع المرضى في الوحدة يتلقون الرعاية الكافية. وعادةً ما يكون الممرض المسئول في الصف الإداري الأول في معظم الوحدات التمريضية. ويكون بعض الممرضين المسئولين أفرادًا دائمين في طاقم الإدارة التمريضية ويُطلق عليهم مشرفو المناوبة. والمصطلح التقليدي للممرضة المسئولة هو كبيرة الممرضات ( أو الكبيرة فحسب)، ولا يزال هذا المصطلح شائعًا في بعض البلدان (مثل المملكة المتحدة).

## وصلات خارجية
- American Nurses Association
- American Society of Registered Nurses
- The Nursing and Midwivery Council (UK)